# Paul Breitner
Paul Breitner (Kolbermoor, 5 september 1951) is een Duits ex-profvoetballer. Het grootste gedeelte van zijn carrière speelde hij bij Bayern München. Daarnaast speelde hij 48 wedstrijden als international voor het West-Duitse voetbalelftal. Middenvelder Breitner staat bekend als een controversiële speler.

## Clubcarrière

### Bayern München
Als zoon van een boekhouder en jeugdtrainer, was Breitner al op jonge leeftijd gek van voetbal. Hij dwong zichzelf iedere week hard te trainen, dit begon bij ESV Freilassing en later bij SV Kolbermoor. Na zijn jeugdjaren kwam hij in de zomer van 1970 als achttienjarige jongen bij het grote Bayern München terecht. Daar speelden ook de grote vedetten Franz Beckenbauer, Sepp Maier en Gerd Müller, die net van het WK voetbal uit Mexico terugkeerden. Met onder andere zijn vriend en leeftijdsgenoot Uli Hoeneß, speelde hij zichzelf al snel in het eerste elftal. In het eerste seizoen werd de DFB-Pokal gewonnen, in 1972, 1973 en 1974 het Duitse landskampioenschap. Bovendien werd in 1974 de Europacup I gewonnen ten koste van Atlético Madrid.

### Real Madrid
Na het succesvolle seizoen vertrok de middenvelder naar Real Madrid. Hier speelde hij onder andere met de Duitse vedette Günter Netzer. Ondanks de aanwezigheid van Johan Cruijff en Johan Neeskens bij aartsrivaal FC Barcelona, sleepte Real in 1975 het landskampioenschap en de nationale beker binnen. In 1976 bleek Real opnieuw de beste ploeg te zijn van de Primera División. Uiteindelijk zou Breitner hier drie seizoenen spelen. Tevens maakte hij in deze jaren zijn debuut als acteur in de western "Potato Fritz".

### Bayern München
In 1977 keerde Breitner terug naar zijn vaderland, hij speelde eerst één seizoen bij Eintracht Braunschweig voordat hij weer terugging naar zijn oude club Bayern München. Inmiddels was der Kaiser vertrokken naar New York Cosmos en verkeerden Gerd Müller en Sepp Maier in hun nadagen. Er was echter wel een nieuwe vedette voor in de plaats gekomen: Karl-Heinz Rummenigge. Rummenigge en Breitner voelden elkaar perfect aan en vormden een buitengewoon succesvol koppel. Ze werden vaak aangeduid als Breitnigge. Breitner speelde van 1978 tot 1983 bij Bayern, in deze periode won hij twee Duitse landstitels (1980 en 1981) en de Duitse Beker (1982). In 1981 werd Paul Breitner verkozen tot Duits voetballer van het jaar. In hetzelfde jaar werd Rummenigge verkozen tot Europees voetballer van het jaar, Breitner eindigde als tweede. Een jaar later stonden Rummenigge en Breitner ook samen in de Europacup I-finale tegen Aston Villa in de Rotterdamse Kuip. Bayern had in deze finale echter niet zoveel geluk als midden jaren '70, toen Europese finales wel werden gewonnen. Het Team verloor met 0-1 van Aston Villa. Een jaar later zou Breitner zijn voetbalcarrière beëindigen, in totaal speelde hij 255 wedstrijden in de Bundesliga waarin hij 81 keer scoorde.

## Interlandloopbaan

### EK voetbal 1972
Breitner maakte in 1971 zijn debuut voor het West-Duitse elftal. Dit ging al net zo snel en succesvol als zijn debuut bij Bayern München. Hij en ploeggenoot Uli Hoeneß werden bejubeld door de Duitse pers voor hun goede spel, ze werden omschreven als Himmelsstürmer en Zauberlehrlinge. In het jaar daarop vond het EK voetbal plaats in België. Dit werd gewonnen door West-Duitsland, de Sovjet-Unie werd in de finale met 3-0 verslagen. Na afloop zei zijn collega-international Berti Vogts, die op dat moment werd gerekend tot de beste vleugelverdedigers ter wereld, over de 20-jarige: „Der Paul ist heute schon besser als ich“.

### WK voetbal 1974

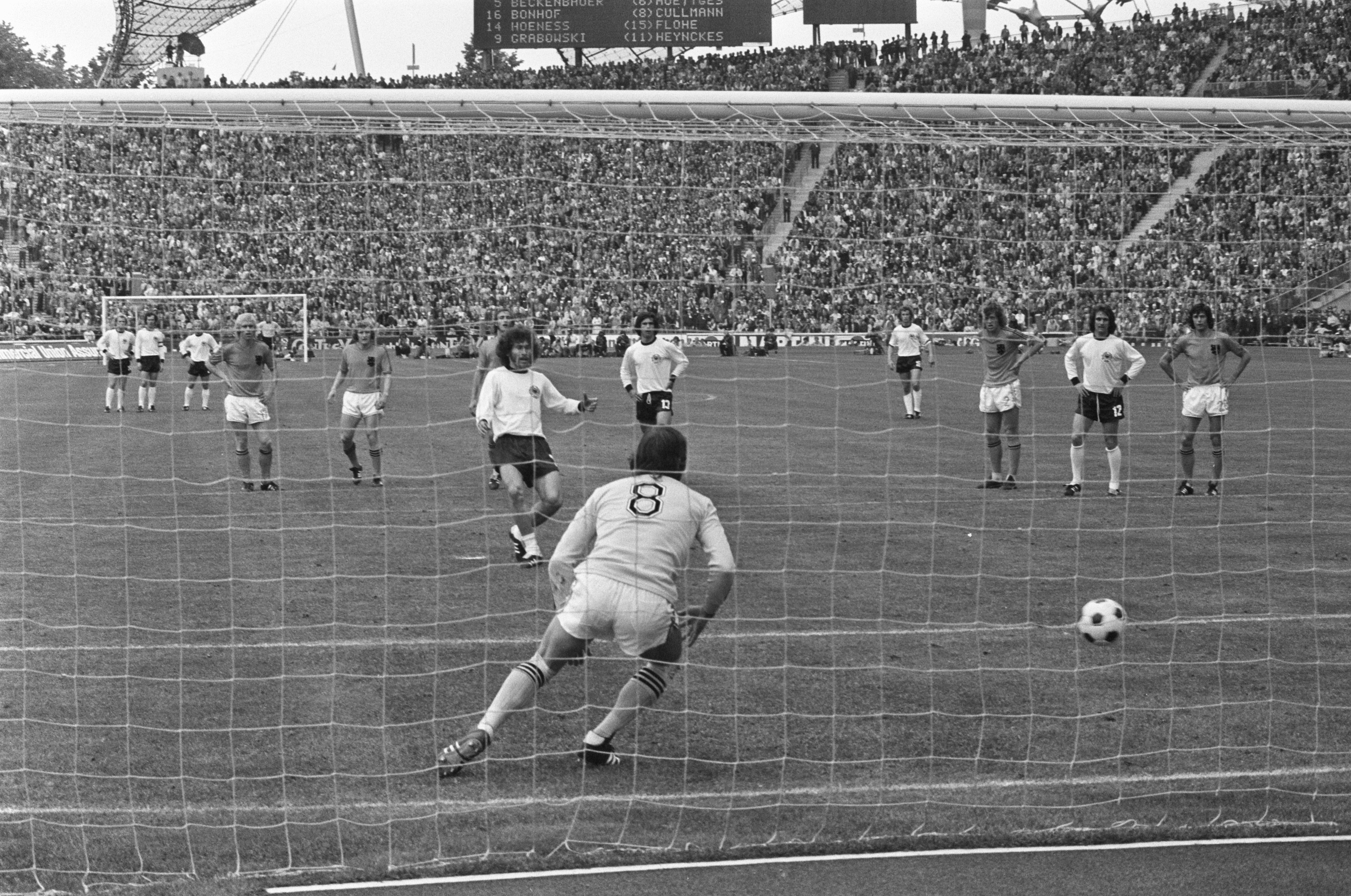
Breitner scoort een penalty tegen Nederland in de finale van het WK 1974

Het WK voetbal 1974 werd in Duitsland gehouden en net als twee jaar eerder speelde Breitner  op de positie van linksback. Eigenlijk was hij te goed voor een plek in de verdediging, er werd van deze spelers niet verlangd dat ze proberen te scoren. Paul trok zich hier echter niets van aan, waarmee hij zijn controversiële karakter aantoonde. Hij had een grote mond en durfde ook nog te scoren. In de eerste groepswedstrijd tegen Chili maakte hij het enige doelpunt: een schot vanaf 25 meter belandde in de kruising. Vervolgens scoorde hij in de eerste wedstrijd van de tweede groepsronde tegen Joegoslavië opnieuw het belangrijke eerste doelpunt op soortgelijke wijze. Ten slotte scoorde hij in de finale tegen Oranje opnieuw het eerste doelpunt voor de Duitsers, ditmaal vanaf de penaltystip. Samen met Beckenbauer en Vogts zorgde Breitner voor een waterdichte defensie tegen de Nederlanders. Later zou Breitner verklaren dat Duitsland de titel te danken had "aan het individualisme van Johan Cruijff, hij speelde op dat toernooi alleen voor zichzelf." De lovende verhalen over Oranje irriteerden hem, vooral omdat de Nederlanders zich arrogant gedroegen. Hij was van mening dat Polen voetballend beter was dan Nederland en Duitsland. Na het binnenhalen van de titel bedankte hij als international, vanaf dat moment speelde hij ook niet meer als linksback maar als spelbepalende middenvelder.

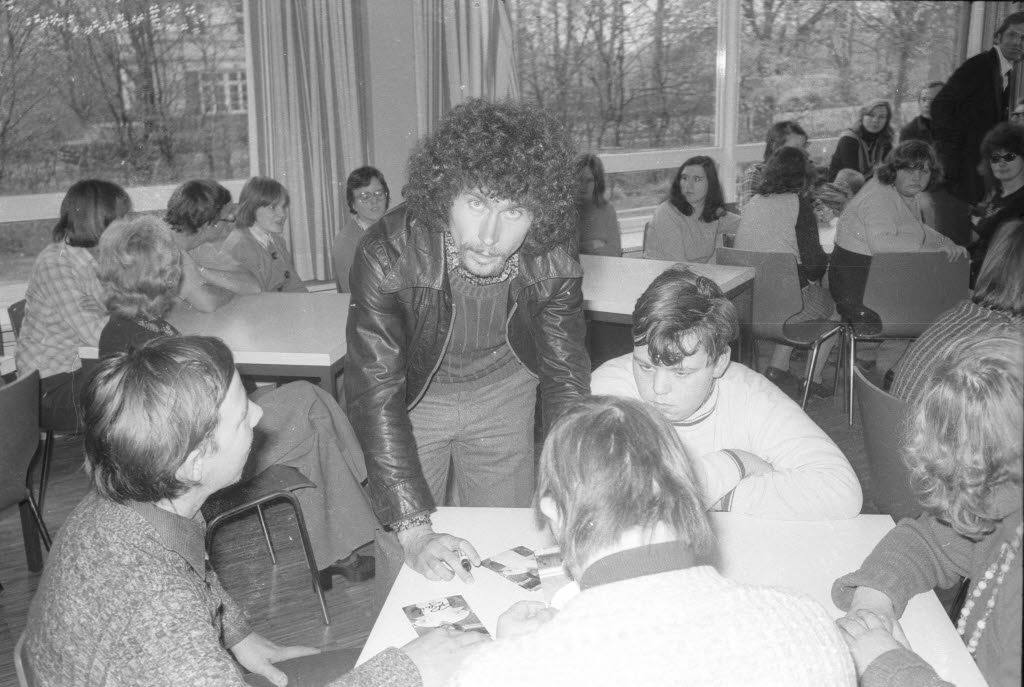
Breitner met zijn opvallende afrokapsel

Na afloop van het WK kwam opnieuw het controversiële gedrag van Breitner naar boven. Hij had stevige kritiek op de prestaties van het West-Duitse team tijdens het WK voetbal 1978. Dit liet hij merken in columns van Bild, een populair Duits dagblad. Ook op bondscoach Helmut Schön, zijn assistent Jupp Derwall en andere DFB-functionarissen leverde hij openlijk kritiek. Vooral begin jaren 70 had de man met het afrokapsel, het imago van een rebel. Hij nam altijd demonstratief het Rode Boekje van Mao Zedong mee naar trainingen. Hierdoor werd hij ook wel 'Rode Paul' genoemd, iets wat hem nog jarenlang zou achtervolgen.

### WK voetbal 1982
Na het EK voetbal van 1980 in Italië, dat was gewonnen door West-Duitsland, kwam Paul Breitner in 1981 als spelbepalende middenvelder weer terug bij Die Mannschaft. Een jaar eerder was Bernd Schuster op het EK de grote uitblinker geweest, hij was zelfs verkozen tot de Beste Speler van het Toernooi. Vanzelfsprekend werd het middenveld Schuster - Breitner - Magath dan ook als droom-middenveld gezien. Schuster raakte echter net voor het WK geblesseerd zodat deze niet afreisde naar Spanje. De goede vorm ontbrak het Duitse team op dit toernooi, het begon allemaal al tijdens de voorbereiding, waarbij de spelers zich zeer laks gedroegen. Hierdoor kwam er kritiek vanuit de media, waarop het Duitse team verklaarde dat het zich zou wreken tijdens het toernooi.
Het spel van de Duitsers en van Breitner was echter teleurstellend. Ook voor Het bedrog van Gijón was Breitner medeverantwoordelijk. Dit was het duel tussen Duitsland en Oostenrijk dat uiteindelijk met 1-0 in het voordeel van Duitsland werd beslist. Het duel ging de geschiedenisboeken in, omdat de Duitsers in de 10e minuut door een doelpunt van Horst Hrubesch op voorsprong kwamen, maar er daarna helemaal niet meer gevoetbald werd. Oostenrijk en Duitsland hadden het op een akkoord gegooid, zodat beide teams de volgende ronde zouden bereiken ten koste van Algerije. Het Afrikaanse land had een dag eerder zijn laatste groepswedstrijd gespeeld en was afhankelijk van het resultaat van de wedstrijd tussen Duitsland en Oostenrijk. Dat duel werd een wanvertoning, de regel voor de terugspeelbal bestond nog niet, zodat iedere keer wanneer er een tegenstander in de buurt kwam, de bal naar de keeper werd gespeeld. Deze pakte hem vast en schoot hem vervolgens diep het veld in, hier stond echter geen enkele speler van het eigen team,  omdat deze allemaal op de eigen helft speelden. De voetbalcommentators riepen het publiek op om de tv uit te zetten en het Spaanse publiek wuifde de spelers de gehele wedstrijd uit met witte zakdoekjes. Later zou duidelijk worden dat in de rust van de wedstrijd, de leidende spelers van beide teams de afspraak hadden gemaakt om niet meer te scoren. Zodoende zouden Oostenrijk en Duitsland beide doorgaan naar de volgende ronde en werd Algerije uitgeschakeld. Sinds dit toernooi zijn de regels omtrent het laatste groepsduel veranderd, deze moeten nu gelijktijdig plaatsvinden. In het verdere verloop van het toernooi ging het team toch nog beter voetballen.
Uiteindelijk bereikten de Duitsers toch de finale, die werd gespeeld in het stadion van Breitners oude club Real Madrid. Hij was de enige speler die was overgebleven van het succesvolle team dat in 1974 de wereldtitel had gepakt. Opnieuw maakte Breitner het eerste Duitse doelpunt, Italië had echter al een 3-0-voorsprong opgebouwd. Met dit doelpunt plaatste de middenvelder zich in een zeer exclusief rijtje: hij scoorde in twee WK-finales, alleen de Brazilianen Vavá en Pelé en Fransman Zidane zijn dit gelukt. Het bleek dat de Duitse spelers gewoon niet goed genoeg waren, Rummenigge was niet in vorm, Breitner had niet meer het niveau van de twee voorgaande jaren en Wolfgang Dremmler en Hans-Peter Briegel waren niet van het kaliber Magath en Schuster.
Uiteindelijk speelde Breinter 48 interlands, door velen wordt dit als veel te weinig bestempeld. Met zijn klasse had hij zeker het dubbele aantal kunnen behalen.

## Spelersstatistieken
| seizoen   | club                   | land      | competitie       | wed. | goals |
| --------- | ---------------------- | --------- | ---------------- | ---- | ----- |
| 1970/1971 | Bayern München         | Duitsland | Bundesliga       | 21   | 2     |
| 1971/1972 | Bayern München         | Duitsland | Bundesliga       | 30   | 4     |
| 1972/1973 | Bayern München         | Duitsland | Bundesliga       | 32   | 4     |
| 1973/1974 | Bayern München         | Duitsland | Bundesliga       | 26   | 7     |
| 1974/1975 | Real Madrid            | Spanje    | Primera División | 29   | 3     |
| 1975/1976 | Real Madrid            | Spanje    | Primera División | 25   | 6     |
| 1976/1977 | Real Madrid            | Spanje    | Primera División | 30   | 1     |
| 1977/1978 | Eintracht Braunschweig | Duitsland | Bundesliga       | 30   | 10    |
| 1978/1979 | Bayern München         | Duitsland | Bundesliga       | 33   | 12    |
| 1979/1980 | Bayern München         | Duitsland | Bundesliga       | 32   | 10    |
| 1980/1981 | Bayern München         | Duitsland | Bundesliga       | 30   | 17    |
| 1981/1982 | Bayern München         | Duitsland | Bundesliga       | 29   | 18    |
| 1982/1983 | Bayern München         | Duitsland | Bundesliga       | 22   | 9     |
| Totaal    |                        |           |                  | 369  | 103   |

## Nevencarrière
Na zijn actieve carrière als voetballer is Breitner aan de slag gegaan als jeugdtrainer en als adviseur bij First Vienna FC. Nadat Berti Vogts in 1998 was gestopt als bondscoach, werd door DFB-voorzitter Egidius Braun bekendgemaakt dat Paul Breitner zijn opvolger zou worden. Zeventien uur later trok Braun zijn uitspraken echter weer terug, als reden voor dit besluit gold dat Breitner vertrouwelijke informatie uit een telefoongesprek had doorgespeeld aan derden. De waarheid was echter dat er veel kritiek was ontstaan vanuit de DFB op de keuze voor Breitner, deze kritiek deelde hij met hen. Zodoende is Breitner 17 uur lang bondscoach geweest van het nationale team.
Tegenwoordig is Breitner columnist bij Bild Zeitung en tv analyticus bij de commerciële zender Sat.1. In 2002 deed hij onder andere verslag van het WK voetbal in Zuid-Korea en Japan. De kwaliteit hiervan werd nogal eens ter discussie gesteld. Daarnaast is hij sinds het voorjaar van 2007 actief als adviseur en scout van Bayern München. Hier werd nogal verbaasd op gereageerd, omdat de vriendschap met Bayern-manager Uli Hoeneß inmiddels flink was bekoeld. In de openbaarheid verhouden de twee zich echter steeds beter; de grootste meningsverschillen zijn inmiddels de wereld wel uit.

## Erelijst
Bayern München
- Bundesliga: 1971/72, 1972/73, 1973/74, 1979/80, 1980/81
- DFB-Pokal: 1970/71, 1981/82
- Europacup I: 1973/74

 Real Madrid
- La Liga: 1974/75, 1975/76
- Copa del Rey: 1974/75

 West-Duitsland
- Europees kampioenschap voetbal: 1972
- Wereldkampioenschap voetbal: 1974

Individueel
- kicker Bundesliga Team of the Season: 1971/72, 1972/73, 1978/79, 1979/80, 1980/81, 1981/82, 1982/83
- UEFA European Championship Team of the Tournament: 1972
- FIFA World Cup All-Star Team: 1974
- Fußballer des Jahres: 1981
- Ballon d'Or: tweede in 1981
- FIFA World Cup All-Time Team
- FIFA 100
- Bayern München All-time XI

## Trivia
- Paul Breitner is nog steeds getrouwd met zijn jeugdliefde Hildegard, samen met haar heeft hij een dochter geadopteerd. Ook hadden ze zelf al een zoon en een dochter.
- In 1982, net voor het WK voetbal, zorgde de linkse Paul Breitner voor grote ophef. Hij ging in op het aanbod van een Duits cosmeticabedrijf om zijn kenmerkende baard af te scheren en gebruik te maken van hun producten in ruil voor een (in Duitse ogen "schandalig hoog") bedrag van 150.000 DM.